# Jungfrau Park
JungfrauPark est un parc d'attractions situé à Interlaken dans le canton de Berne en Suisse. Ouvert en 2003 sous le nom de Mystery Park, il a pour concepteur l'essayiste Erich von Däniken, auteur de plusieurs livres pseudo-scientifiques qui affirment l'influence de visiteurs extraterrestres sur les premières civilisations humaines. Le parc présente des énigmes archéologiques en vogue chez les partisans de la théorie des anciens astronautes ou de la pyramidologie et chez les ufologues. 

## Historique

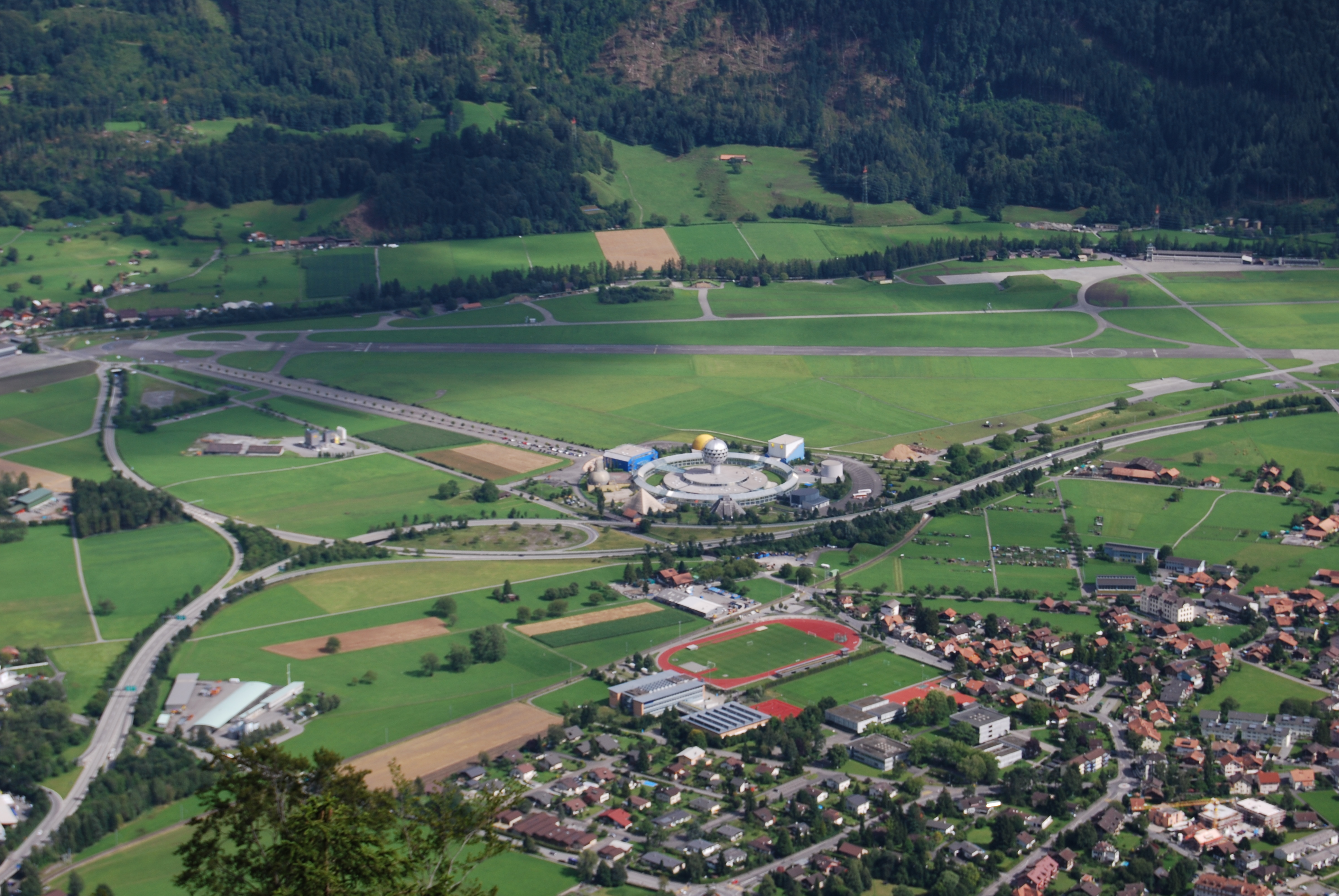
Le Jungfrau Park sur le site de l'ancien aérodrome militaire en 2011.

Le projet, lancé par Erich Von Daniken en 1997, connut des débuts difficiles en raison de la difficulté à trouver des investisseurs. Construit sur une surface de quelque 100 000 m2 à l'emplacement de l'ancien aérodrome militaire d'Interlaken (de), fermé en 2003, le parc ouvre finalement le 24 mai 2003. 
Du 5 novembre 2004 au 7 mars 2005, le parc accueille une exposition temporaire de plus de trois cents artefacts mystérieux rassemblés par Klaus Dona. Cette exposition portait le nom d'Unsolved mysteries.
En 2006, Mystery Park rencontre des difficultés mais échappe temporairement à la faillite grâce à un sursis concordataire. Il met la clé sous le paillasson le 19 novembre 2006 après avoir tenté de sortir des chiffres rouges. Le parc éprouvait des difficultés de rentabilité en hiver, mais en été les entrées étaient suffisantes. 
Le 31 mars 2009, Erich von Däniken annonce la réouverture estivale de son parc. Dès le 15 mai 2009, jusqu'au mois de septembre 2009, Mystery Park est effectivement à nouveau exploité sous sa forme initiale. Il s'agit d'un test, en vue d'une nouvelle exploitation, vraisemblablement sous une autre forme.
En 2010, Mystery Park change de nom pour Jungfrau Park, en référence à la chaîne de montagne de la Jungfrau dans le massif des Alpes bernoises. Le parc est d'ailleurs desservi par le Berner Oberland-Bahn, qui le relie au Lauterbrunnental (de), vallée au sud d'Interlaken dominé par la Jungfrau.

## Critiques
Antoine Wasserfallen, président de la commission d'histoire des techniques de l'Académie suisse des sciences techniques, estime que ce lieu est un Tchernobyl « culturel et scientifique », reprenant en cela l'expression d'Ariane Mnouchkine pour le Parc Disneyland,. Jacques Neirynck, Laurent Flutsch, Marlyse Dormond et Léopold Pflug ont dénoncé le parc.

## Fréquentation
| Année | Visiteurs |
| ----- | --------- |
| 2003  | 336 000   |
| 2004  | 310 000   |
| 2005  | 225 000   |

## Pavillons
Hall d'entrée

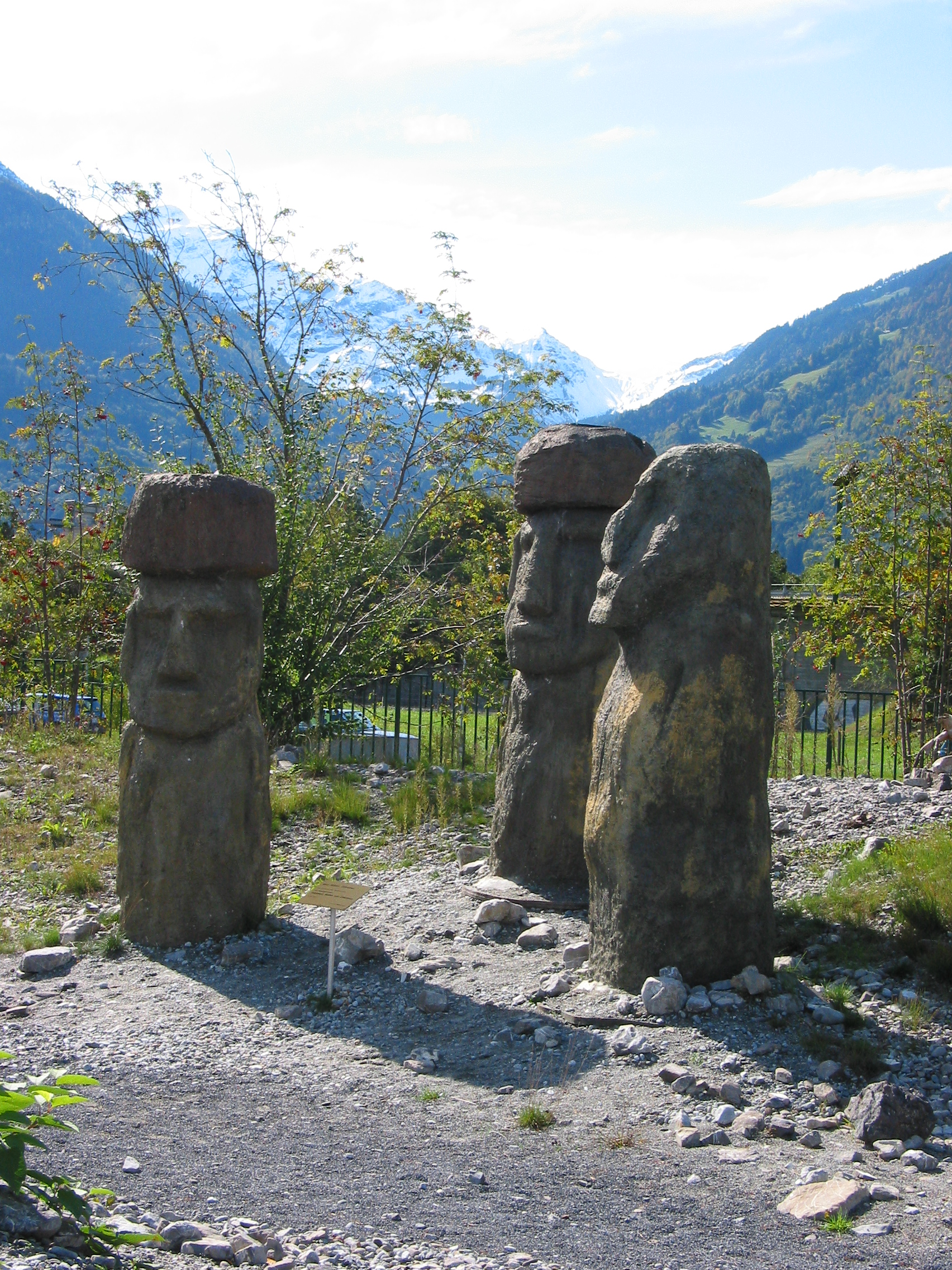
Décoration du pavillon Megastones (2005)

Le hall d'entrée évoque les théories sur l'existence historique de géants en présentant une reproduction d'un squelette géant de 7,6 m reproduit d'après un os du genou fossilisé découvert en Équateur, dans la province de Loja, par un certain Carlos Vaca en 1964.
Pavillons
Jungfrau Park comporte 7 pavillons principaux disposés autour d'une aire centrale surmontée d'une tour sphérique à facettes. Chaque pavillon présente une partie exposition et une partie spectacle sous forme cinématique ou laser.
Dans le sens inverse des aiguilles d'une montre :
- Vimana : consacré au thème des Vimanas présents dans les écrits hindouistes, dont le Mahabharata et le Rig Veda.
- Orient sur l'Égypte ancienne en particulier la Pyramide de Khéops et les théories pseudo-scientifiques sur la destination de la pyramide de Khéops ainsi que la possibilité que l'ancienne Égypte ait utilisé l'électricité sur le modèle de la pile électrique de Bagdad. L'exposition évoque également un autre OOPArt, la roue de Sabou (gouverneur dans l'Égypte antique), consistant en un objet en forme de roue pleine au profil très élaboré. La partie cinématique évoque le Sérapéum de Saqqarah.
- Maya sur le calendrier maya ainsi que sur le thème des prédictions pour décembre 2012. Le thème des crânes de cristal est également abordé ainsi que la démonstration de l'effet d'ombre serpentant le long de la Pyramide de Kukulcán sur le site de Chichén Itzá lors des solstices, le site de Teotihuacan et la pierre représentant K'inich Janaab' Pakal Ier sur le site de Palenque.
- Megastones sur les blocs de pierres monumentaux dont la pierre de la femme enceinte de Baalbek, le cairn de Gavrinis, les blocs encastrables préfabriqués de Pumapunku, la Porte du Soleil de Tihuanaco, un exposé de la théorie de l'alignement de sites (présentant trois axes d'alignements par rapport aux villes de Calais, la Rochelle et Saint-Jacques-de-Compostelle) et l'attraction principale Stonehenge vue sous l'angle de l'archéoastronomie.
- Contact sur le culte du cargo et la présentation d'artefacts antiques ayant la forme de vaisseaux spatiaux. Au sein du JungfrauPark, ce pavillon est remplacé par le pavillon Aletsch, présentant une vue panoramique à 360° de la région.
- Nazca qui aborde le thème des géoglyphes de Nazca, avec projection sur écran devant et sous le spectateur.
- Challenge sur le vol spatial et l'exploration de la planète Mars.

Attractions du hall central
- Simulateur de sous-marin permettant d'accéder à des images du Monument de Yonaguni.
- Panorama de la ville du Caire, vue depuis les pyramides.

Autres attractions sur le cercle périphérique
- Piste de ski intérieure sur tapis roulant (indoor ski)
- Stand d'orpaillage
- Piste de Segway
- Trampoline

## Galerie d'images

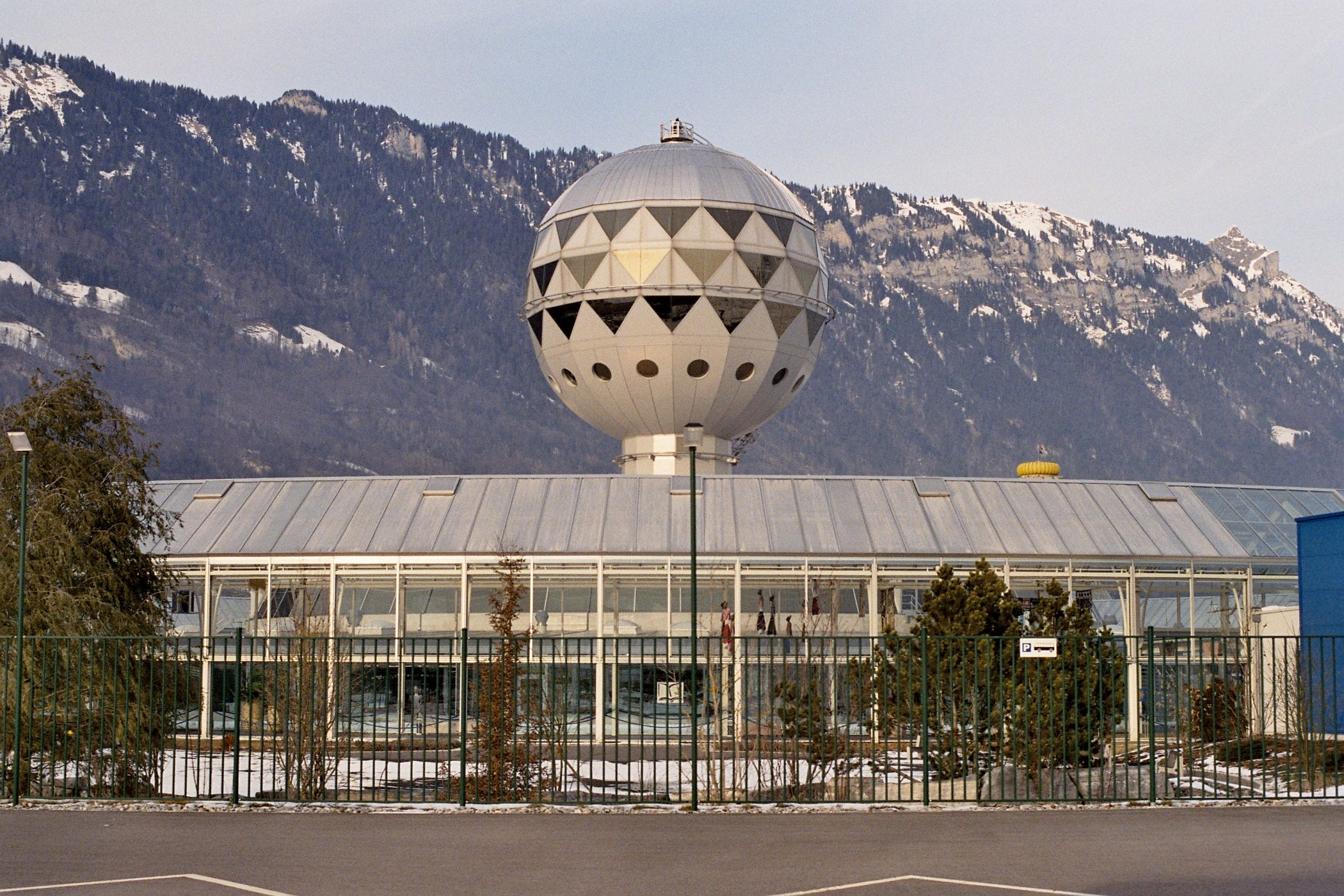
Tour centrale (2006)
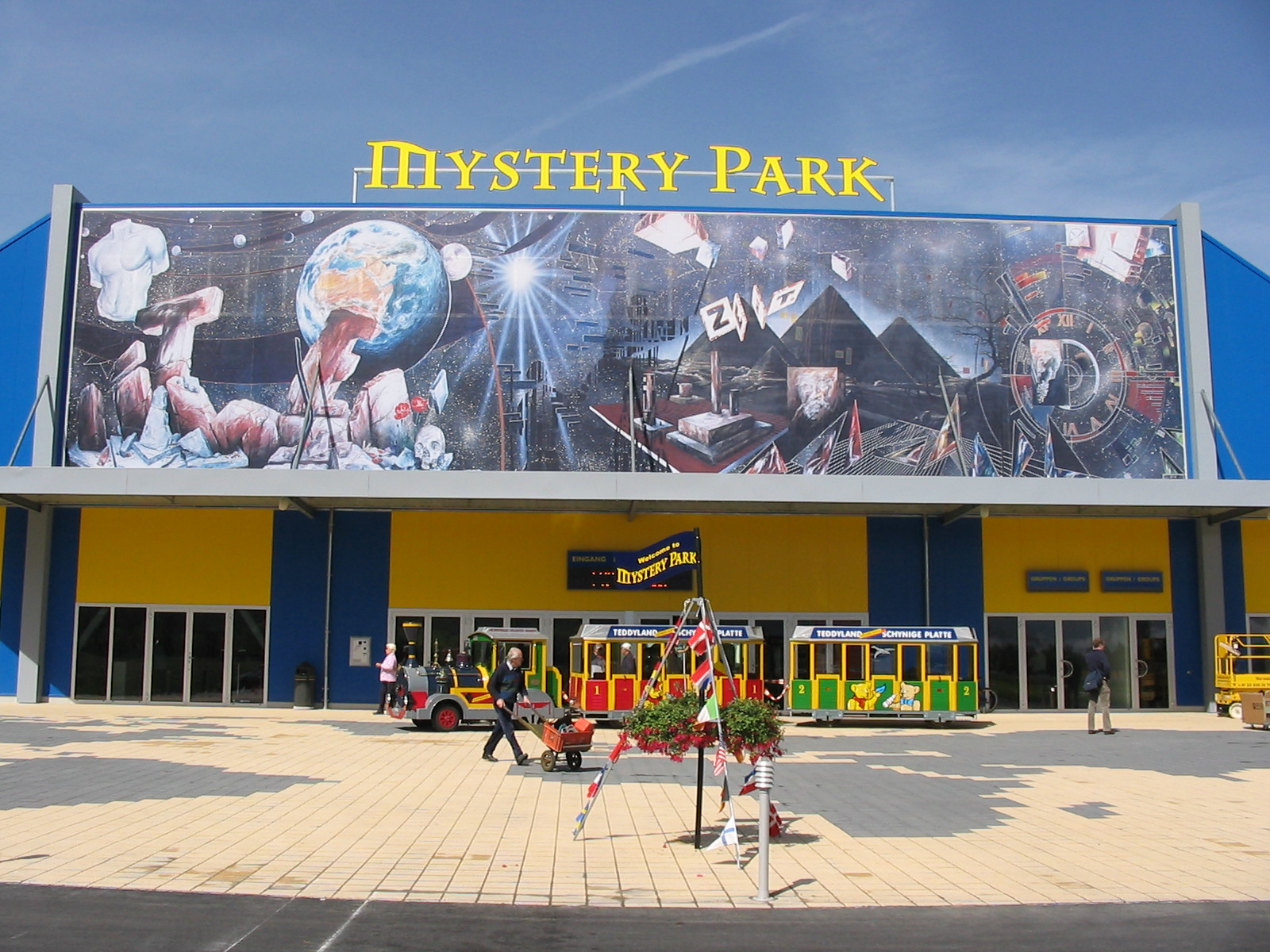
Entrée (2003)
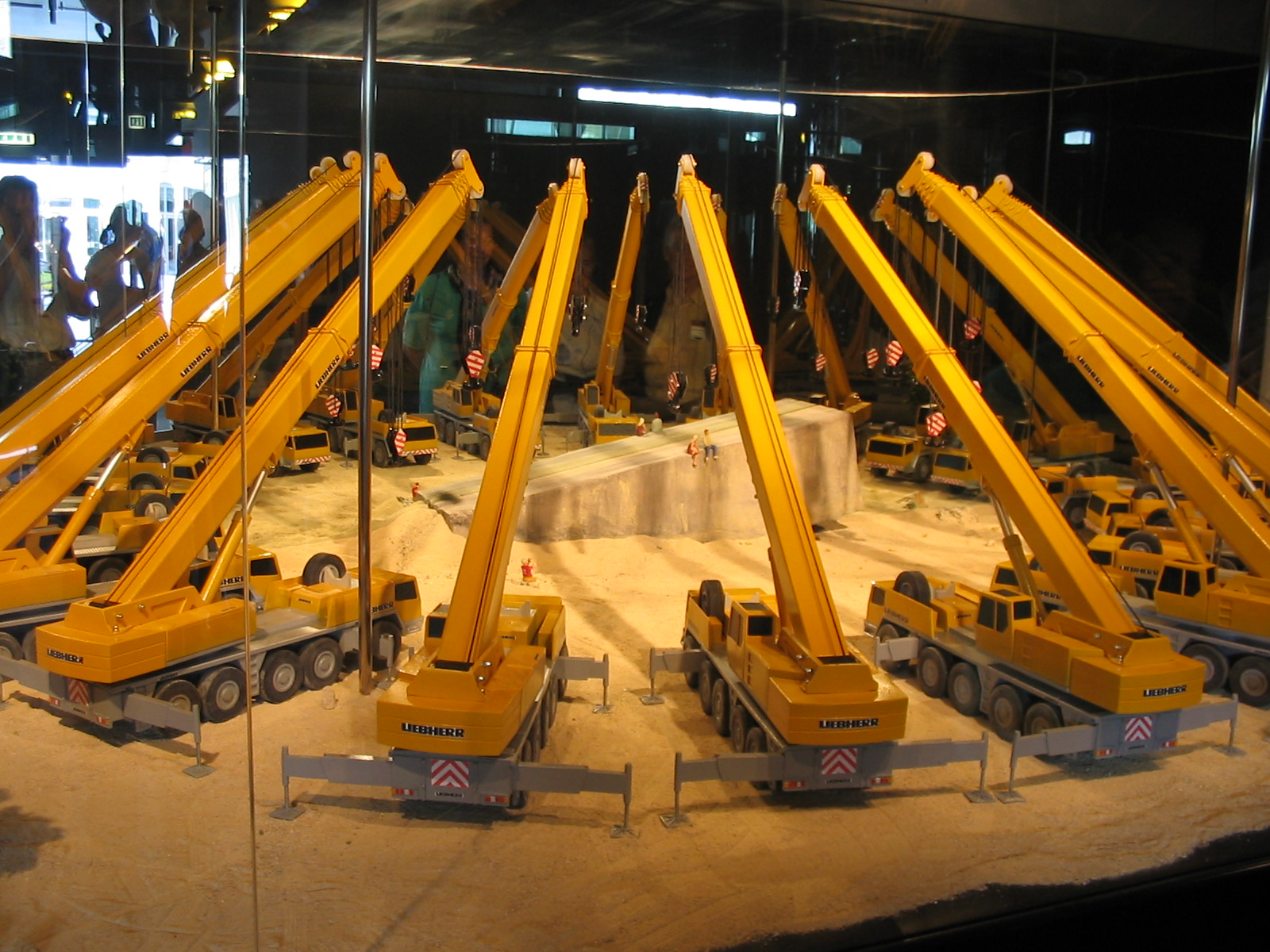
Modélisme supposément comparatif à propos de la pierre de la femme enceinte dans les ruines de Baalbek : le pavillon « Megastones » (2003)
Logo à l'ouverture